# Совейко Роберт Никодимович
Роберт Никодимович Совейко (рос. Роберт Никодимович Совейко; нар. 20 липня 1937, Ленінград, СРСР — пом. 21 жовтня 1973, Ленінград, СРСР) — радянський футболіст, захисник. Майстер спорту.

## Життєпис
Більшу частину кар'єри в 1956-1966 роках провів у ленінградському «Зеніті», в 1958 році зіграв 5 матчів за «Адміралтієць». Капітан «Зеніту» в 1961 році.
З 1967 по початок 1970 роки відіграв у «Суднобудівник» Миколаїв (126 матчів у першості і 13 матчів у кубку СРСР), потім повернувся в Ленінград, де тренував в ДЮСШ «Зміна».
Раптово помер 21 жовтня 1973 року.